# Самоанська тала
Тала (самоан. Tālā) (код ISO 882 — WST, символ — K) — національна валюта Самоа. Складається з 100 сене (центів). Офіційна валюта королівства з 10 липня 1967 року, замінивши Самоанський фунт (курс обміну: 1 фунт = 2 тали). Із самоанської мови назва «tālā» («тала») і «sene» («сене») еквіваленти словам «долар» і «цент».
В обігу знаходяться монети номіналом в  5, 10, 20 і 50 сене,  1 та 2 тали, а також банкноти номіналом у  5, 10, 20, 50 і 100 тала. Також випускають ювілейні та пам'ятні монети.

## Монети
До 1967 року використовувалися новозеландські монети, з 1967 році були введені монети номіналом 1, 2, 5, 10, 20, 50 сене та 1 долар. та мідно-нікелеві. За винятком бронзових 1 і 2 сене, монети виготовлялися мідно-нікелевими. Бронза-алюмінієва монета номіналом 1 тала була введена в 1984 році.
У 2000 році була випущена ювілейна 2 центові монети на честь XXI століття з темою ФАО.
З 2011 року були виведені з обміну монети номіналом в 1, 2 і 5 сене, у зв'язку перевищенням виробництва та зменшенням їх використання. Нова серія монет 5, 10, 20, і 50 сене викарбувані з нікельованої сталі.
| Зображення | Зображення | Номінал | Товщина (мм) | Діаметр (мм) | Маса (г) | Склад            | Гурт      | Опис | Опис | Дата виходу |
| Аверс      | Реверс     | Номінал | Товщина (мм) | Діаметр (мм) | Маса (г) | Склад            | Гурт      | Аверс | Реверс | Дата виходу |
| ---------- | ---------- | ------- | ------------ | ------------ | -------- | ---------------- | --------- | --- | --- | ----------- |
|            |            | 1 сене  | 1,1          | 17,5         | 1,75     | бронза           | гладкий   | Портрет Маліетоа Танумафілі II. Маркування: MALIETOA TANUMAFILI II SAMOA I SISIFO HP * рік випуску * Дизайнер: Гамфрі Паджет | Кокос. Маркування: 1 SENE JB Дизайнер: Джеймс Беррі                                                                                           | 1974        |
|            |            | 2 сене  | 1,35         | 21           | 3,94     | бронза           | гладкий   | Портрет Маліетоа Танумафілі II. Маркування: MALIETOA TANUMAFILI II SAMOA I SISIFO HP * рік випуску * Дизайнер: Гамфрі Паджет | Північний Хрест з вінком. Маркування: SE 2 NE (посередині) та XXI CENTURY . FAO . FOOD SECURITY (збоку, зліва направо) Дизайнер: Джеймс Беррі | 1974        |
|            |            | 5 сене  | 1,4          | 19,5         | 2,84     | нікелева сталь   | рубчастий | Портрет Президента Самоа Ефі. Маркування: TUIATUA TUPUA TAMASESE EFI * рік випуску *                                         | Ананас. Маркування: 5 SENE (зліва) Дизайнер: Джеймс Беррі                                                                                     | 2011        |
|            |            | 10 сене |              | 18,5         | 2,79     | нікелева сталь   | рубчастий | Портрет Президента Самоа Ефі. Маркування: TUIATUA TUPUA TAMASESE EFI * рік випуску *                                         | Перегони на човнах серед чоловіків. Маркування: 10 SENE (зверху)                                                                              | 2011        |
|            |            | 20 сене |              | 22           | 3,64     | нікелева сталь   | рубчастий | Портрет Президента Самоа Ефі. Маркування: TUIATUA TUPUA TAMASESE EFI * рік випуску *                                         | Alpinia purpurata. Маркування: 20 SENE (зверху праворуч)                                                                                      | 2011        |
|            |            | 50 сене |              | 23,5         | 5,47     | нікелева сталь   | рубчастий | Портрет Президента Самоа Ефі. Маркування: TUIATUA TUPUA TAMASESE EFI * рік випуску *                                         | Didunculus strigirostris. Маркування: 50 SENE (зліва)                                                                                         | 2011        |
|            |            | 1 тала  | 2            | 30           | 9,5      | алюміній, бронза | гладкий   | | Герб Самоа. Маркування: $1 (внизу) та рік випуску (зверху) Дизайнер: Джеймс Беррі                                                             | 2011        |
|            |            | 2 тала  | 2,7          | 25,6         | 10       | алюміній, бронза | гладкий   | Маркування: TUI ATUA TUPUA TAMASESE EFI SAMOA 2011 Дизайнер: Vladimir Gottwald                                               | Герб Самоа. Маркування: FA'AVAE I LE ATUA SAMOA TWO TALA Дизайнер: Wojciech Pietranik                                                         | 2011        |

## Банкноти зразка 2008 року
В обігу перебувають банкноти номіналом 2, 5, 10, 20, 50 і 100 тал.
Банкноти старих серій є платіжним засобом і вилучаються з обігу по міру зносу.
| Сучасні банкноти серії 2008 року | Сучасні банкноти серії 2008 року | Сучасні банкноти серії 2008 року | Сучасні банкноти серії 2008 року | Сучасні банкноти серії 2008 року | Сучасні банкноти серії 2008 року                                                     | Сучасні банкноти серії 2008 року                                                                     | Сучасні банкноти серії 2008 року      | Сучасні банкноти серії 2008 року |
| Зображення                       | Зображення                       | Номінал                          | Розміри (мм)                     | Основний колір                   | Опис                                                                                 | Опис                                                                                                 | Опис                                  | Дата виходу                      |
| Аверс                            | Реверс                           | Номінал                          | Розміри (мм)                     | Основний колір                   | Аверс                                                                                | Реверс                                                                                               | Водяний знак                          | Дата виходу                      |
| -------------------------------- | -------------------------------- | -------------------------------- | -------------------------------- | -------------------------------- | ------------------------------------------------------------------------------------ | --- | ------------------------------------- | -------------------------------- |
|                                  |                                  | 5                                | 152,4x69,85                      | червоний, рожевий                | Один із найкрасивіших пляжів Самоа.                                                  | «Villa Vailima», колишня резиденція Роберта Луїса Стівенсона (нині місце проживання голови держави). | «CBS», портрет Маліетоа Танумафілі II | 1 серпня 2008                    |
|                                  |                                  | 10                               | 152,4x69,85                      | синій, зелений                   | Національна регбійна збірна Самоа, що перемогла на IRB Hong Kong Sevens у 2007 році. | Самоанські школярі, що йдуть до школи.                                                               | «CBS», портрет Маліетоа Танумафілі II | 1 серпня 2008                    |
|                                  |                                  | 20                               | 152,4x69,85                      | жовтий, помаранчевий             | Водоспад.                                                                            | Самоанська національна птиця (голуб зубчастий) та квітка (Альпінія пурпурна).                        | «CBS», портрет Маліетоа Танумафілі II | 1 серпня 2008                    |
|                                  |                                  | 50                               | 152,4x69,85                      | фіолетовий, синій                | Будівля правління Самоа.                                                             | Центральний банк Самоа в Апіа.                                                                       | «CBS», портрет Маліетоа Танумафілі II | 1 серпня 2008                    |
|                                  |                                  | 100                              | 152,4x69,85                      | червоний                         | Портрет Маліетоа Танумафілі II                                                       | Католицький собор в Апіа                                                                             | «CBS», портрет Маліетоа Танумафілі II | 1 серпня 2008                    |